# The Farmer Takes a Wife
The Farmer Takes a Wife (Brasil: A Vida É uma Canção) é um filme estadunidense de 1953, do gênero comédia musical, dirigido por Henry Levin, com roteiro baseado na peça teatral The Farmer Takes a Wife, de Frank B. Elser, e no romance Rome Haul, de Walter D. Edmonds.  
O filme é protagonizado por Betty Grable, Dale Robertson Thelma Ritter e John Carroll. Trata-se de uma refilmagem do filme Amor Singelo de 1935.

## Sinopse
No século 19, Molly Larkins (Betty Grable), a namorada do capitão Jotham Klore (John Carroll) se apaixona por Dan Harrow (Dale Robertson).

## Elenco
- Betty Grable ... Molly Larkins
- Dale Robertson ... Dan Harrow
- Thelma Ritter ... Lucy Cashdollar
- John Carroll ... Jotham Klore
- Eddie Foy, Jr. ... Fortune Friendly
- Charlotte Austin ... Pearl Dowd
- Kathleen Crowley ... Susanna
- Merry Anders ... Hannah
- May Wynn ... Eva Gooch

## Produção
Em 1944, a 20th Century-Fox considerou refazer uma refilmagem de Amor Singelo (1935) dirigido por Victor Fleming e estrelado por Janet Gaynor e Henry Fonda, em uma versão que seria produzida por Robert Bassler com Lon McCallister e Jeanne Crain nos papéis principais, mas o projeto foi engavetado. Em agosto de 1951, foi anunciado que Mitzi Gaynor protagonizaria o remake musical da história. Em novembro de 1951, o Los Angeles Times informou que Victor Mature estrelaria o filme, mas em 28 de abril de 1952, Matures encabeçou o elenco principal de Falsa Verdade o que impediu sua aparição em The Farmer Takes a Wife. A mesma nota anunciava que James Arness estava sendo considerado para um papel, mas ele não apareceu no filme. 
De acordo com o Pressbook, um número de dança apresentado por Betty Grable em uma sequência de um sonho, que consistia em "um carretel inteiro em comprimento," foi filmado ao longo de uma semana, depois um mês de ensaios. O número no entanto foi cortado na edição final do filme. A cena que termina, com a cerimônia de casamento do casal, foi concebido pelo diretor de arte Addison Hehr para assemelhar-se a pintura de Grant Wood "Farm House."

## Recepção
Bosley Crowther, do New York Times, escreveu que: "The Farmer Takes a Wife é um pacote totalmente agradável de canções espirituosas e divertidas. Mas, é claro, é preciso mais do que boa música para fazer um musical brilhante, e o que está faltando neste filme é simbolizado pelas pernas envoltas da Srta. Grable. A coisa toda é um pouco requintada demais, fantasiada de maneira muito peculiar e autoconsciente, folclórica demais".